# Tertullian

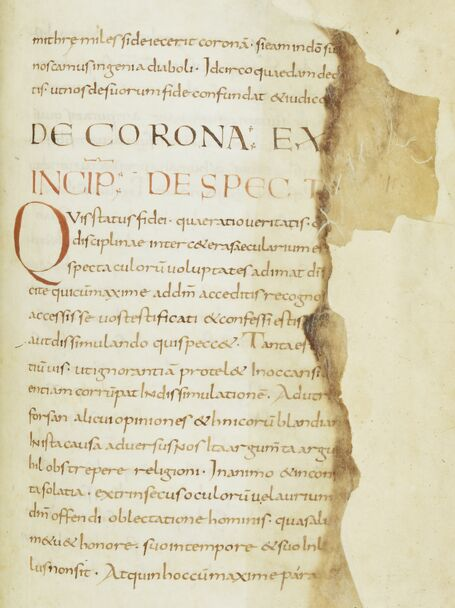
Beginn von De spectaculis im Codex Agobardinus, dem ältesten Textzeugen von Tertullians Werken, 9. Jahrhundert (BnF, Ms. Latin 1622, fol. 89 r.)

Quintus Septimius Florens Tertullianus oder kurz Tertullian (* nach 150 in Karthago, heute in Tunesien; † nach 220) war ein frühchristlicher Theologe, der apologetische, dogmatische und aszetische Werke verfasste. Als wohlhabender Laie widmete er sich in Karthago der Schriftstellerei. Dabei kam ihm die sehr gute rhetorische Ausbildung zustatten, die er vor seinem Übertritt zum Christentum genossen hatte. Für sein Christsein hatten ethische Forderungen und Verhaltensregeln einen hohen Stellenwert, deshalb sprach ihn die Neue Prophetie (Montanismus) an, mit der er sich seit etwa 207/208 identifizierte. Seine späten Werke zeigen montanistischen Einfluss. Er blieb aber, soweit erkennbar, in seiner Ortskirche in Karthago und brach nicht mit ihr.
Tertullians Schriften kreisen um die Themen Auferstehung, Seele und Buße. Auch die Ehe und das äußere Erscheinungsbild der Christen (Kleidung, Kosmetik usw.) werden immer wieder thematisiert. Tertullian prägte Begriffe und Konzepte, die später in der christlichen Theologie große Bedeutung erhalten sollten. Beispielsweise verwendete er erstmals den Begriff Trinität, um das Konzept der Dreieinigkeit Gottes auszudrücken, und setzte Impulse bei der Erklärung des Verhältnisses von menschlicher und göttlicher Natur in Christus. 
In Tertullians montanistischer Phase entstand die Streitschrift Adversus Praxean. Sie wurde in der Alten Kirche viel gelesen. Ihre Rezeption lässt sich im Kontext der Konzilien von Nicäa (325) und Chalcedon (451) aufzeigen.

## Name
Am Ende seiner Schrift De virginibus velandis teilte Tertullian seinen Gentilnamen mit: er nannte sich Septimius Tertullianus. Die nordafrikanischen Septimii waren mit Ausnahme jener in Leptis Magna (zu denen Kaiser Septimius Severus gehörte) im 2. Jahrhundert meist bescheidenen Standes. Der volle Name Q. Septimius Florens Tertullianus begegnet erst in mittelalterlichen Manuskripten, er wird aber nicht in Zweifel gezogen. Timothy D. Barnes zufolge ist dieser Name „farblos“ – Tertulliani gab es überall im Römischen Reich, Personen namens Florens sind zwar selten bezeugt, aber nach dem gleichen Muster gebildete Namen wie Valens und Crescens waren gängig und deuten eher auf niedrigen sozialen Status. Welche Position Tertullian in der karthagischen Gesellschaft innehatte, ist seinem Namen ebenso wenig zu entnehmen wie eine punische oder römische Abstammung.

## Leben
Als Quellen für die Biografie Tertullians dienen vor allem seine 31 erhaltenen Schriften. Spätantike Autoren bieten weitere biografische Informationen; es ist aber sehr wahrscheinlich, dass diese aus Tertullians Schriften herauskombiniert wurden:
- Eusebius von Caesarea († 339 oder 340) zeigte sich in seiner Kirchengeschichte generell wenig interessiert an der Christenheit des lateinischen Westens, soweit dortige Entwicklungen keine Konsequenzen für den Osten des Reichs hatten. Bei Tertullian war seine einzige Quelle eine schlechte Übersetzung von dessen Hauptwerk, dem Apologeticum, ins Griechische, die er auf biografische Informationen durchsah.[4]
- Hieronymus († 420) widmete Tertullian ein Kapitel in seinem kirchlichen Schriftstellerkatalog (De viris illustribus), doch konnte Barnes zeigen, dass die dort gebotenen Informationen, teils vermittelt über Eusebius, aus Tertullians Schriften entnommen wurden; die einzige Ausnahme ist eine Geschichte über Bischof Cyprians Hochschätzung von Tertullians Schriften, die Hieronymus aus der mündlichen Überlieferung kannte.[5]

### Familiärer Hintergrund
Den größten Teil seines Lebens verbrachte Tertullian, soweit bekannt, in seiner Heimatstadt Karthago. Die römische Provinz Africa nahm zu Tertullians Lebzeiten einen wirtschaftlichen Aufschwung, zu dem neben Landwirtschaft, Bevölkerungswachstum und Urbanisierung auch die Übernahme der römischen Munizipialverfassung beitrug. Das reiche Karthago nahm unter den aufblühenden Städten Africas eine führende Rolle ein. Tertullian verstand sich betont als Karthager mit afrikanischer Identität. Sein Name deutet darauf hin, dass er das römische Bürgerrecht besaß.
Tertullians eigenen Angaben zufolge waren seine Eltern Heiden. Hieronymus behauptete, dass Tertullians Vater ein römischer Offizier im Rang eines centurio proconsularis gewesen sei. Doch Barnes argumentiert, dass diese Information aus Tertullians Apologeticum herausgesponnen wurde und das Amt zu Tertullians Zeit noch nicht existiert habe. In der Tat ist Hieronymus hier abhängig vom Apologeticum. Die Entscheidung ist aber dadurch erschwert, dass die Handschriften bei der fraglichen Textstelle nicht übereinstimmen: Tertullian erwähnte, dass in Nordafrika das Kinderopfer üblich gewesen sei, bis der Prokonsul Tiberius die Praxis unterbinden und die Priester hinrichten ließ; „Zeuge ist die Miliz meines Vaters (teste militia patris nostri)“ – so die Lesart des meist höher bewerteten Codex Fuldensis; der Mehrheitstext (sogenannte Vulgata) bietet dagegen: teste militiae patriae nostrae, führt also allgemein eine Miliz aus Tertullians afrikanischer Heimat als Zeugen an. Da die Lesart des Fuldensis sinnvoller ist, hält Tobias Georges gegen Barnes fest: „Tertullians Vater war daher vermutlich in der Tat Centurio.“ Henrike Maria Zilling weist zusätzlich darauf hin, dass Tertullians Schriften oft den Eindruck vermitteln, er sei „von einem soldatischen Hintergrund geprägt“ worden. Als Sohn eines Centurio war Tertullian mit den kultischen Aspekten des Militärdienstes vertraut.

### Rhetorikunterricht
Tertullian gehörte zu der kleinen Minderheit der Karthager, denen eine gründliche Bildung zuteilwurde, und das deutet auf einen gewissen Wohlstand der Herkunftsfamilie. Seine Schriften lassen erkennen, dass er Rhetorikunterricht erhalten hatte. Er konnte seine Traktate sowohl in geschliffenem Latein als auch auf Griechisch verfassen und zeigt souveräne Kenntnis der klassischen Literatur. Besonders vertraut war er nach Einschätzung Peter Habermehls mit Sueton, Plinius, Tacitus und vor allem Juvenal. Frédéric Chapot nennt dagegen Cicero, Varro und Seneca als die Prosaautoren, die Tertullian besonders prägten; lateinische Elegiker, Dramatiker und Satiriker hinterließen demnach in Tertullians Schriften nur schwache Spuren. Griechische Literatur kannte Tertullian aus seiner Schulzeit und er zog vor allem die Werke der Historiker heran.
Sowohl in der Schrift De baptismo als auch in De virginibus velandis erwähnte Tertullian, er habe ein Vorgängerwerk in der damaligen Bildungssprache Griechisch verfasst; bei De spectaculis schrieb er die lateinische Version zuerst, die griechische später. Diese griechischen Schriften Tertullians sind nicht erhalten geblieben. Die griechische Übersetzung des Apologeticums stammt nicht von Tertullian.

### Jurist in Rom?
Ob Tertullian Jurist war oder nicht, ist in der Forschung umstritten. Auch Rhetoriker wie Cicero und Quintilian konnten auf juristische Formulierungen und Argumentationsmuster zurückgreifen. Konrad Vössing gibt zu bedenken, dass im Westen des Römischen Reichs keine formalisierte Ausbildung (Rechtsstudium) zwischen dem Rhetorikunterricht und dem Beginn einer Anwaltstätigkeit lag. „Die erfolgreichen Absolventen der Rhetorikschule waren offenbar durchaus qualifiziert für das Plädieren vor Gericht […] Der Ehrgeiz der Advokaten bezog sich ebenso wie die Erwartung der Klienten in erster Linie auf die rhetorisch-literarische Ebene.“
In der Forschungsdiskussion überlagern sich zwei Fragestellungen: a) Ist der Christ Tertullian identisch mit dem römischen Juristen Tertullian? b) Zeigt der Christ Tertullian in seinen Schriften gehobene fachjuristische Kenntnisse? Letzteres ist vorauszusetzen, wenn die Identität mit dem Juristen Tertullian bejaht wird, aber auch nicht ausgeschlossen, wenn diese Identität als unwahrscheinlich beurteilt wird.
Einen Romaufenthalt erwähnte Tertullian in De cultu feminarum. Frédéric Chapot zufolge sollte diese beiläufige Bemerkung für die Biografie Tertullians aber nicht überbewertet werden. Der Rombesuch könnte kurz gewesen sein. Alexander Beck hielt für sehr wahrscheinlich, dass Karthago eine Rechtsschule besaß, an der Tertullian als Lehrer hätte wirken können. Einerseits wurde auch Provinzialjuristen das Ius respondendi verliehen, andererseits wurden Responsen auch von bekannten Juristen eingeholt, die dieses Privileg nicht besaßen. Die Kontakte zwischen Karthago und Rom waren eng. Der Christ Tertullian konnte also in Rom als Jurist bekannt gewesen sein, auch wenn er seine Heimatstadt kaum verlassen haben sollte.
Unter den Severerkaisern verfasste ein römischer Jurist Tertullianus Werke, aus denen die Digesten Justinians fünf Fragmente zitieren; er wird dort als „Interpret des alten Rechts“ (iuris antiqui interpres) bezeichnet. Die Identität dieses nur mit seinem Cognomen bekannten Juristen mit dem Christen Septimius Tertullianus wird von einigen Rechtshistorikern für möglich gehalten. Dafür spricht, dass beide ungefähre Zeitgenossen waren und das Cognomen Tertullianus nicht häufig ist. Vor allem aber bezeichnete Eusebius Tertullian als einen im römischen Recht erfahrenen Juristen, der in der Stadt Rom berühmt gewesen sei. Barnes lehnt diese Identifikation entschieden ab und verweist darauf, dass Eusebius mit lateinischen Autoren generell wenig vertraut war und seine Bezeichnung des Christen Tertullian als in Rom tätigen berühmten Juristen aus dem Proömium des Apologeticums herauskombiniert worden sei: Tertullian wandte sich hier an den Magistrat seiner Heimatstadt Karthago, aber in der von Eusebius benutzten schlechten Übersetzung las sich das so, als wende sich Tertullian an den römischen Senat. Die Gegenposition vertritt Detlef Liebs, der Eusebius’ Angaben für historisch belastbar hält und daraus folgert, dass Tertullian „zu den im ganzen seltenen […] Fachjuristen gehörte;“ in seinen Schriften zeige sich Tertullian „mit der römischrechtlichen Terminologie u. den Fachbegriffen, die er für seine nichtjuristischen Anliegen auf originelle Weise zurichtet […], in einem Maße vertraut, das bei Nichtjuristen, auch bloßen Anwälten u. Sachwaltern, unvorstellbar ist.“
Barnes’ Argumentation ist die Forschung mehrheitlich gefolgt. Chapot urteilt, Tertullian sei „in seinem Sprachgebrauch … kein Fachjurist“; er nutze eine juristisch geprägte Begrifflichkeit bzw. eine Gerichtsrhetorik, um seine Argumentation überzeugend klingen zu lassen. Dabei spiele er mit der semantischen Mehrdeutigkeit von Begriffen wie praescriptio, die juristisch, aber auch rhetorisch, philosophisch oder linguistisch verstanden werden konnten.

### Christlicher Schriftsteller in Karthago

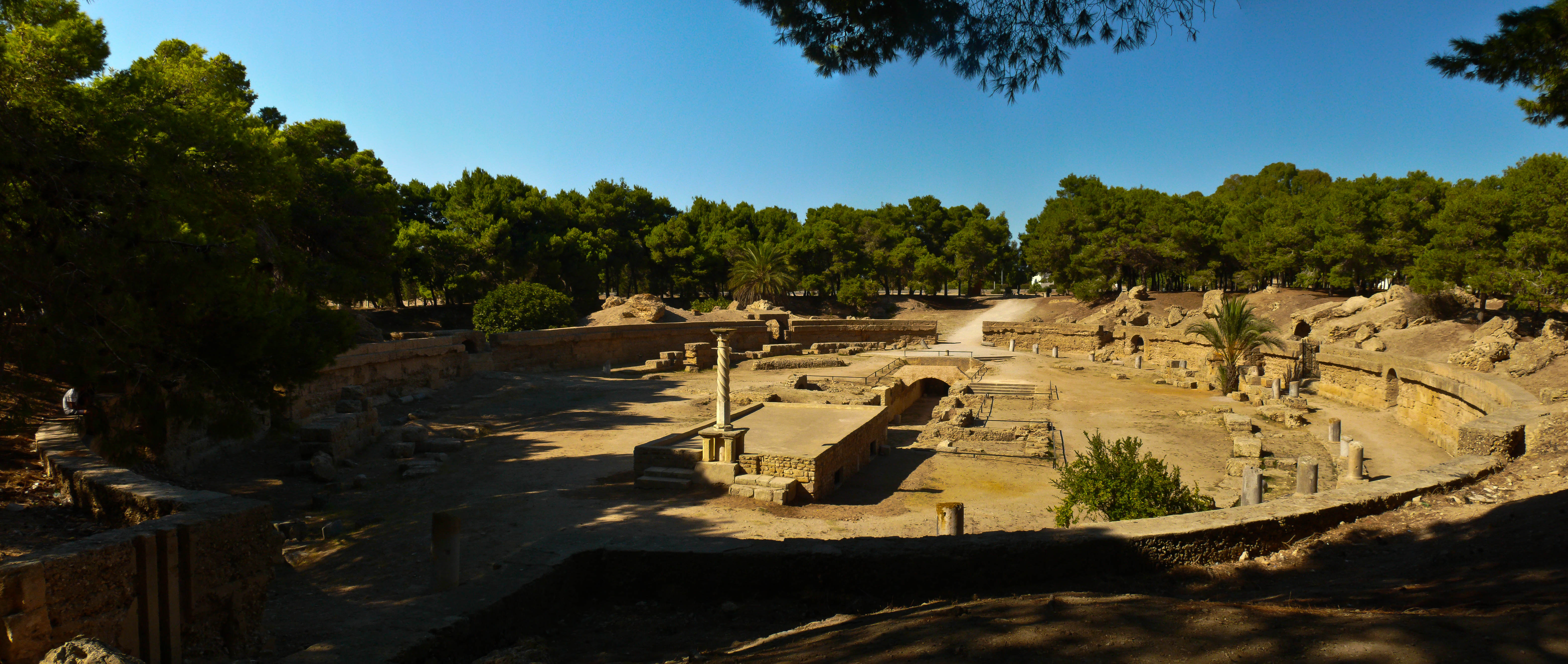
Römisches Amphitheater von Karthago

Welche Gründe Tertullian veranlassten, sich dem Christentum anzuschließen, ist unbekannt. Gern wird vermutet, dass ihn die Standhaftigkeit der Märtyrer beeindruckt habe. Susanne Hausammann erwägt, dass Tertullian vom moralischen Zustand der paganen Gesellschaft „angewidert“ gewesen sei und ihm die Christen zunächst als Gruppe erschienen seien, die gemeinschaftlich und individuell einer hohen Moral nachlebten – die Enttäuschung sei absehbar gewesen. In der stilistisch brillianten, aber inhaltlich dunklen Schrift De pallio begründete Tertullian, warum er die Toga des Römers gegen den Philosophenmantel (pallium) eingetauscht habe. Er wandte sich darin an die pagane Oberschicht Karthagos. Wenn man den Text als autobiographisches Zeugnis und nicht nur als literarische Fingerübung liest, lassen sich ihm Hinweise darauf entnehmen, dass Tertullian dem Ritterstand (ordo equester) angehörte. Als er Mitte der 190er Jahre in Karthago mit ersten Veröffentlichungen hervortrat, war Tertullian mit einer Christin verheiratet und lebte in recht wohlhabenden Verhältnissen. Über Kinder des Paares verlautet nichts. Eine Hauptaufgabe seiner Schriftstellerei sah Tertullian in der Abgrenzung des katholischen Christentums gegen Heidentum und Judentum, aber auch gegen Häretiker (die ihrem Selbstverständnis nach Christen waren), also „Apologie nach allen Seiten“. Er kannte und benutzte die ältere apologetische Literatur, darunter die Werke des Theophilus von Antiochia, Justins des Märtyrers, des Miltiades und des Irenäus von Lyon.
Hieronymus zufolge war Tertullian als Presbyter (Priester) Mitglied des Klerus der Kirche von Karthago; dies steht aber in eklatantem Widerspruch zu Tertullians Selbstaussagen. Letzterer schloss sich mehrfach mit seinem Lesepublikum zu „wir Laien“ zusammen. Am deutlichsten wurde er in De exhortatione castitatis: „Sind wir Laien denn nicht auch Priester?“ In der älteren Literatur wurde Tertullian gern als Lehrer für Taufbewerber (Katechumenen) dargestellt; seine Schriften erlauben aber nach der Analyse Ulrich Neymeyrs diesen Schluss nicht. Neymeyr fasst zusammen: „In seinen Schriften wandte er sich an Heiden, Katechumenen und Christen. Mündliche Unterweisung erteilte er in der Form von Ansprachen […]. Darüber hinaus war er Ratgeber und Mahner für Mitchristen, die sich mit theologischen oder praktischen Fragen an ihn wandten.“
Dass Perpetua und Felicitas im Jahr 203 im Amphitheater von Karthago den Märtyrertod starben, kann Tertullian kaum entgangen sein. Er war aber nicht beteiligt an der Abfassung ihrer Passio. Diese enthält nämlich frühchristliche Jenseitsvorstellungen, die Tertullian ablehnte.

### Hinwendung zurNeuen Prophetie(Montanismus)
Der um 172 im kleinasiatischen Phrygien entstandene Montanismus (Selbstbezeichnung: Neue Prophetie) verbreitete sich schnell unter den Christen im gesamten Mittelmeerraum. Er verband das Auftreten von Prophetinnen und Propheten mit Endzeiterwartung und einer rigoristischen Ethik: Eine Wiederheirat nach Tod des Partners war verboten, für schwere Sünden (Unzucht, Mord und Götzendienst) gab es aus montanistischer Sicht keine Vergebung.
Die nordafrikanischen Montanisten verblieben in den vorhandenen kirchlichen Strukturen. Zilling vermutet, dass Tertullian durch eine Prophetin, die in seiner Hausgemeinde auftrat, um 207 in Kontakt mit der Neuen Prophetie kam. Er schrieb ihre Visionen nieder, die sie während der Gemeindegottesdienste erlebte (also nicht abseits des Gemeindelebens in einem montanistischen Zirkel) und stellte seine sprachlichen Fähigkeiten in den Dienst des karthagischen Montanismus. Ihn sprachen die strenge Askese und die Betonung der Monogamie an; die Endzeiterwartung trat dagegen bei ihm zurück, und weltflüchtige Züge radikaler Montanisten teilte Tertullian nicht. Gegen den Anspruch zeitgenössischer Bischöfe, schwere Sünden vergeben zu können, betonte Tertullian in De pudicitia, gestützt auf die Autorität der Neuen Prophetie, solches stehe allein Gott zu. Tertullian vollzog durch die Hinwendung zum Montanismus keinen Bruch mit seinen bisherigen Anschauungen, aber er radikalisierte sich und ließ es auf den Konflikt mit der kirchlichen Hierarchie ankommen. Mit De pudicitia griff Tertullian vermutlich seinen Ortsbischof Agrippinus von Karthago an, der angeblich gegen entsprechende Bußleistungen bereit war, auch schwerste Sünden zu vergeben.
Tertullian verfasste eine Streitschrift gegen Praxeas, der in Rom eine kirchliche Anerkennung des kleinasiatischen Montanismus verhindert hatte. Ihm warf Tertullian vor, er habe „den Paraklet (= den Heiligen Geist) vertrieben und den Vater gekreuzigt“, sei also als strenger Monotheist außerstande, die Göttlichkeit von Sohn und Geist zu erfassen.
Die sarkastische Schrift de ieiunio (nach 213) gehört zu den spätesten Werken Tertullians. Er kritisierte darin, dass die Bischöfe die Wiederheirat nach dem Tod des Partners gestatteten und eine lockere Fastenpraxis akzeptierten. Der Montanismus werde nicht aus dogmatischen Gründen, sondern wegen seiner strengen Askese abgelehnt; Tertullian nannte Synoden, die im griechischsprachigen Osten des Imperiums stattfanden, in diesem Kontext erstmals als „Repräsentanten der Ökumene.“
Die letzten Lebensjahre Tertullians liegen im Dunkeln. Hieronymus zufolge erreichte er ein hohes Alter. Augustinus schrieb, Tertullian habe am Ende seines Lebens auch mit den Montanisten gebrochen, um seine eigene Gruppierung zu gründen. Über diese „Tertullianisten“ ist aber nichts weiter bekannt, so dass erwogen wird, dass die Montanisten Karthagos sich selbst als „Tertullianisten“ bezeichneten.

## Werk
Sein unkonventioneller Umgang mit der lateinischen Sprache geht bei Tertullian auf Kosten der Verständlichkeit. Wie Apuleius ist Tertullian sprachlich geprägt von der kaiserzeitlichen Rhetorik. Seinen Stil kennzeichnen Expressivität und Kontrastierungen. Er setzte veraltete oder ungewöhnliche Vokabeln gezielt ein, um klangliche oder rhythmische Effekte zu erzielen, nutzte Wortneuschöpfungen und interpretierte gelegentlich gängige Begriffe um. Neben dem Handwerkszeug der Rhetorik nutzte Tertullian seine persönliche Begabung für anschauliche Beschreibungen.

### Hermeneutik
Im Gegensatz beispielsweise zu Clemens von Alexandria strebte Tertullian keine Synthese des christlichen Glaubens mit der zeitgenössischen Bildung an. Die meisten Künste und Wissenschaften seien nämlich Werk des Teufels, die Philosophie sei die Quelle aller Häresien. Pointiert formulierte er: „Was haben also Athen und Jerusalem gemeinsam, was die Akademie und die Kirche, was Häretiker und Christen? Unsere Unterweisung stammt aus der ‚Halle Salomos‘, der dazu in eigener Person gelehrt hatte, daß man den Herrn ‚in der Einfalt des Herzens‘ suchen müsse. Sollen diejenigen für sich zusehen, die ein stoisches, ein platonisches, ein ‚dialektisches‘ Christentum hervorgebracht haben! Für uns ist Wißbegierde (curiositas) keine Notwendigkeit seit Jesus Christus, Forschung kein Bedürfnis seit dem Evangelium.“ Tertullian verglich hier die Stoa der Philosophen und die Stoa des Jerusalemer Tempels, wo nach Darstellung der Apostelgeschichte die ersten Christen einträchtig beisammen waren, und kontrastierte die Einfalt des Herzens mit dem Wissensdurst der stets uneinigen Philosophen. Tertullian nahm in späteren Schriften seine antiphilosophische Haltung allerdings wieder zurück; die curiositas könne sich in den Dienst des Glaubens und der disciplina stellen (insbesondere bei der Bekämpfung von Häretikern); das sei richtig und notwendig. In De pallio bezeichnete er das Christentum als „bessere Philosophie.“ Immer wieder übernahm Tertullian in seinen Schriften Konzepte der Stoiker (wie beispielsweise Naturgesetz oder Gewissen), die er so umformulierte, dass sie in eine christliche Theologie integriert werden konnten.
Die Bibel, richtig gelesen, rückte bei Tertullian zum zentralen Mittel christlicher Erkenntnis auf. Er bevorzugte den Literalsinn, um spekulativen gnostischen Bibelinterpretationen die Grundlage zu entziehen. Er bemühte sich um Regeln einer Bibelhermeneutik und zog dazu besonders Jurisprudenz und Rhetorik heran. So klassifizierte er die Bibel unter den argumenta inartificialia der Gerichtsrhetorik, d. h. den „nicht kunstgemäßen“ Argumenten, die von außen (extrinsisch) an den Gegenstand herangetragen werden, weil sie kraft göttlicher Autorität gelten. Mehrfach verglich er das Geschriebene mit der Absicht des biblischen Autors (status scripti et voluntatis). Er unterschied das vom göttlichen Gesetz Befohlene von dem, was das Gesetz lediglich empfiehlt (lex quae vetat – lex quae permittit). Da die Bibel nicht für alle Probleme eine passende Antwort bereithalte und außerdem manchmal schwer verständlich sei, nahm Tertullian zwei weitere Autoritäten hinzu: natura und disciplina. Auch ihnen sei der Wille Gottes zu entnehmen.
Gegen Marcion argumentierte Tertullian, die vier Evangelien nach Matthäus, Markus, Lukas und Johannes seien allgemein und von Anfang an in der Kirche anerkannt gewesen. Matthäus und Johannes gab er als apostolischen Verfassern gegenüber den Apostelschülern Markus und Lukas einen leichten Vorzug. Marcions Evangelium (eine kürzere Fassung des Lukasevangeliums) sei aber jünger und – nach dem Grundsatz, dass das Ältere als das Ursprüngliche zu gelten habe – eine häretische Entstellung des kanonischen Lukasevangeliums. Irritiert zeigte er sich darüber, dass Marcion die Bedeutung des Matthäus-, Markus- und Johannesevangeliums nicht bestritt, er schien sie gar nicht zu kennen. Den Kanon des Neuen Testaments thematisierte Tertullian nicht direkt, benutzte aber alle später dazu gerechneten Bücher außer dem 2. Brief des Petrus, dem Brief des Jakobus und dem 2. und 3. Johannesbrief. Er kannte nicht-kanonische Schriften wie etwa die Henochliteratur, den Hirten des Hermas und die Paulusakten und äußerte sich dazu zunehmend kritischer. Zu Tertullians Zeit waren Teile der Bibel bereits ins Lateinische übersetzt (Vetus Latina); Tertullian nutzte diese Übersetzungen, da sie ja in den Gemeinden in Gebrauch waren, übersetzte aber situationsbezogen in seinen Schriften auch selbst biblische Passagen aus dem Griechischen. In seinem Bibelgebrauch zeigt Tertullian deutliche Präferenzen, etwa für Jesaja und mehrere Paulusbriefe. Das Evangelium nach Lukas verwendete er intensiver als das Evangelium nach Johannes. An den Rändern der Bibel wurden manche später anerkannte Bücher bei Tertullian kaum verwendet: Im Alten Testament verwendete er von den deuterokanonischen Büchern nur die Weisheit Salomos sowie die Zusätze zum Buch Daniel.

### Der dreieine Gott

#### Gott, der Schöpfer
Tertullian war von einem stoischen Materialismus beeinflusst, dem zufolge alles Existierende einen Körper hat; folglich nahm er an, dass auch Gott Körper sei. In der Streitschrift gegen den karthagischen Maler Hermogenes (einen Gnostiker, der die Gleichewigkeit der Materie mit Gott vertrat), formulierte Tertullian, es habe eine Zeit gegeben, in der Gott noch keinen Sohn hatte. An diesem Gedanken Tertullians sollten sich die trinitätstheologischen Diskussionen des 4. Jahrhunderts entzünden.
Gegen Marcion, der den (nur) gerechten Gott des Alten Testaments vom guten Gott, dem Vater Jesu Christi, getrennt hatte, legte Tertullian Wert darauf, die Gerechtigkeit und Güte Gottes zusammenzudenken. Der gute Gott erschuf den Menschen demnach mit einer Ausrichtung auf das Gute, aber auch mit einem freien Willen. Er lasse allerdings zu, dass gefallene Engel den Menschen zum Bösen verführen. Denn der Mensch habe die Fähigkeit, ihnen zu widerstehen und wie Christus das Böse zu besiegen. Jeder Mensch kann sich laut Tertullian für das Gute entscheiden und damit den ihm vom Schöpfer zugedachten Status einnehmen.

#### Christus, Gottes Sohn
In Auseinandersetzung mit dem Monarchianismus prägte Tertullian die für die Trinitätstheologie im lateinischen Raum zentralen Begriffe substantia (Substanz) und persona (Person). Zwischen Vater, Sohn und Heiligem Geist Geist gebe es zwar eine Unterscheidung (distinctio), aber keine Trennung (divisio). Tertullian formulierte: Vater, Sohn und Geist seien „drei nicht der Beschaffenheit, sondern dem Grad nach, nicht der Substanz, sondern der Form nach, nicht der Macht, sondern der Erscheinungsweise nach, dagegen von einer einzigen Substanz, einzigen Beschaffenheit und einzigen Macht.“ Der zentrale Begriff in Tertullians Schrift Adversus Praxean ist die substantia.
Zunächst beschrieb Tertullian in der Streitschrift gegen Praxeas das Hervorgehen des Sohnes aus dem Vater mit Metaphern, die er nach eigenen Angaben durch einen Montanisten kennengelernt hatte: Gott-Sohn und Gott-Vater verhielten sich zueinander wie Lichtstrahl und Sonne, Bach und Quelle, Frucht und Wurzel. Tertullian ging aber in Adversus Praxean einen Schritt weiter und präzisierte: Der Sohn als Logos sei schon vor Erschaffung der Welt „im Vater“, der den Sohn „als Zweiten in Bezug auf sich selbst durch einen Akt innerhalb seiner selbst schuf“; insofern sei der Sohn anders und geringer als der Vater. Göttliches und Menschliches seien in Jesus „nicht vermischt, sondern in einer Person verbunden.“
Da sich die Auferstehungshoffnung für Tertullian darauf gründete, dass Jesus in Geburt, Leben, Tod und Auferstehung einen in jeder Hinsicht menschlichen Körper hatte und keinen Scheinleib, folgerte er, dass Maria nach seiner Entbindung zwar weiterhin von ihrem Mann unberührt, aber nicht mehr Jungfrau gewesen sei.
Gegen Marcion, der Gott nicht mit Körperlichkeit und Tod zusammendenken wollte, formulierte Tertullian polemisch, der Kreuzestod Jesu Christi sei glaubhaft, gerade weil er für eine Gottheit unangemessen sei.

#### Heiliger Geist
Zu Tertullians Zeit stand die Christologie im Zentrum des theologischen Nachdenkens; die Pneumatologie war weniger entwickelt. Das lässt sich auch bei Tertullian beobachten. Im Apologeticum ist der Geist (spiritus) die dritte Person der Trinität, scheint aber fast mit Gott-Sohn ineinanderzufließen. In De praescriptione haereticorum heißt es, der Geist, dessen Aufgabe die Leitung der Christen sei, werde nur von Gott-Sohn gesandt. In der Streitschrift gegen Praxeas ging Tertullian, nun als Montanist, darüber hinaus: Der Geist werde vom Vater her vom Sohn gesandt, um als Paraklet die Heiligung der Gläubigen zu bewirken. Damit lieferte er eine für die weitere Dogmengeschichte fruchtbare Formulierung.

### Anthropologie und Ethik
In stoischer Tradition nahm Tertullian in seinem Traktat De anima an, dass die menschliche Seele beim Zeugungsakt vom Vater auf das Kind übertragen werde (Traduzianismus) und führte dann mit Verweis auf die Bibel aus, dass die Sünde Adams und Evas die Quelle aller Sünde sei. Tertullians De anima gehört damit in die Vorgeschichte der späteren Erbsündenlehre. Er nahm allerdings nicht an, Sünde und Tod würden bei der Zeugung physisch übertragen. Die später einschlägigen Bibelstellen (Gen 5,3 ; Ps 51,5 ; Röm 5,12-21 ) zitierte er in diesem Kontext nicht. Die Kindertaufe empfahl er nicht und plädierte im Gegenteil für den Taufaufschub.
Die Lebensaufgabe des Menschen ist nach Tertullian die Rückkehr (recapitulatio) in seinen schöpfungsgemäßen Urzustand (primordium). Der Sündenfall habe dem Menschen nicht die Fähigkeit genommen, dieses Ziel zu erreichen – insofern vertrat Tertullian ein optimistisches Menschenbild. Das Christenleben diene freilich nicht dazu, sich in der Welt einzurichten, sondern den Kampf gegen die Mächte des Bösen aufzunehmen und als Sieger daraus hervorzugehen. Jesus Christus sei als magister Lehrer und Vorbild; an seinem Leben lasse sich jene disciplina ablesen, die den Christen im Alltag Orientierung gebe. Am höchsten stand für Tertullian das Martyrium. Aber auch die Christen, deren Alltag undramatisch verlief, konnten als Asketen Elemente der Christusnachfolge verwirklichen.
Sein lebhaftes Interesse an der Reglementierung christlicher Frauen hat Tertullian den Vorwurf der Misogynie eingebracht. Eva Schulz-Flügel zufolge blieb Tertullian allerdings im Rahmen des zeitgenössisch Üblichen. Tertullian argumentierte, alle Frauen seien Nachfolgerinnen der nach dem Sündenfall büßenden Eva. Außerdem sei es unstatthaft, Gottes Schöpfung durch kosmetische Kunstgriffe verbessern zu wollen. Unverheiratete Christinnen sollten sich nach dem Vorbild arabischer Frauen in der Öffentlichkeit und im Gottesdienst verschleiern. Wenn Christinnen und Christen schon nicht unverheiratet bleiben wollten, sollten sie jedenfalls nach dem Tod des Partners auf die zweite Ehe verzichten. Einer Christin sei es verboten, einen Heiden zu heiraten, weil dieser sie bei der Ausübung ihres Glaubens einschränken könnte. Michael Flexsenhar erläutert, dass Tertullian Christinnen aus der karthagischen Oberschicht kritisierte, die Ehepartner ihres Standes wählten und ärmere Männer aus der christlichen Gemeinde nicht in Betracht zogen. Hinter den theologischen Argumenten vermutet er wirtschaftliche: Die Mitgift dieser Frauen sollte in der Kirche verfügbar bleiben.

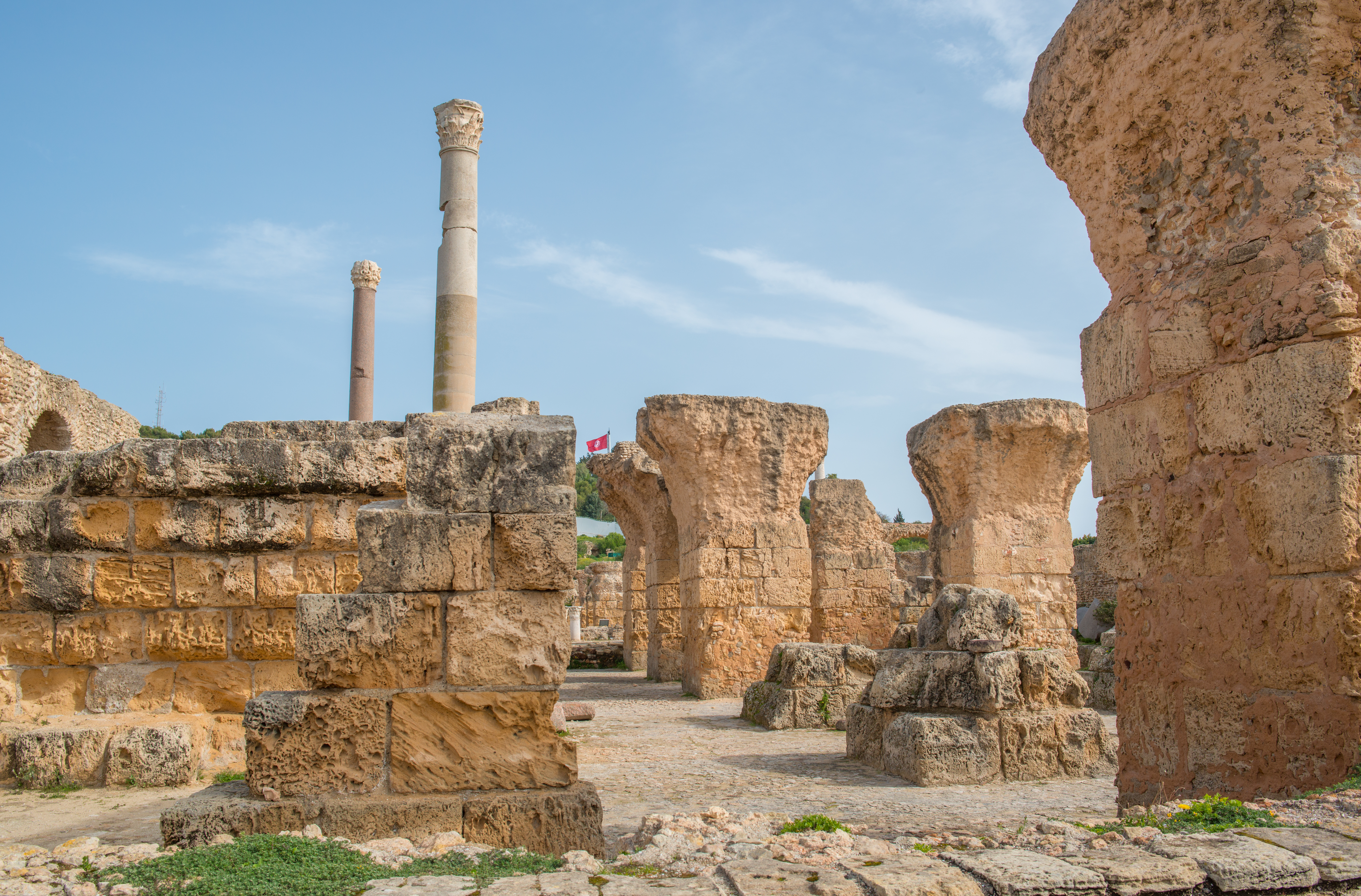
Antoninus-Pius-Thermen in Karthago

Im Berufsleben war alles tabu, was Christen in Berührung mit paganen Kulten brachte. In ihrer Freizeit hatten sie all die öffentlichen Vergnügungen zu meiden, die eine religiöse Komponente hatten: Wagenrennen, Bühnendarstellungen und Wettkämpfe. Der Rückzug aus dem öffentlichen Leben, den Tertullian zunehmend strenger forderte, stand in Spannung zum Selbstbild der Christen als vorbildliche Bürger, das Tertullians apologetische Schriften zeichneten.

### Apologetik gegen Nichtchristen

#### Heiden

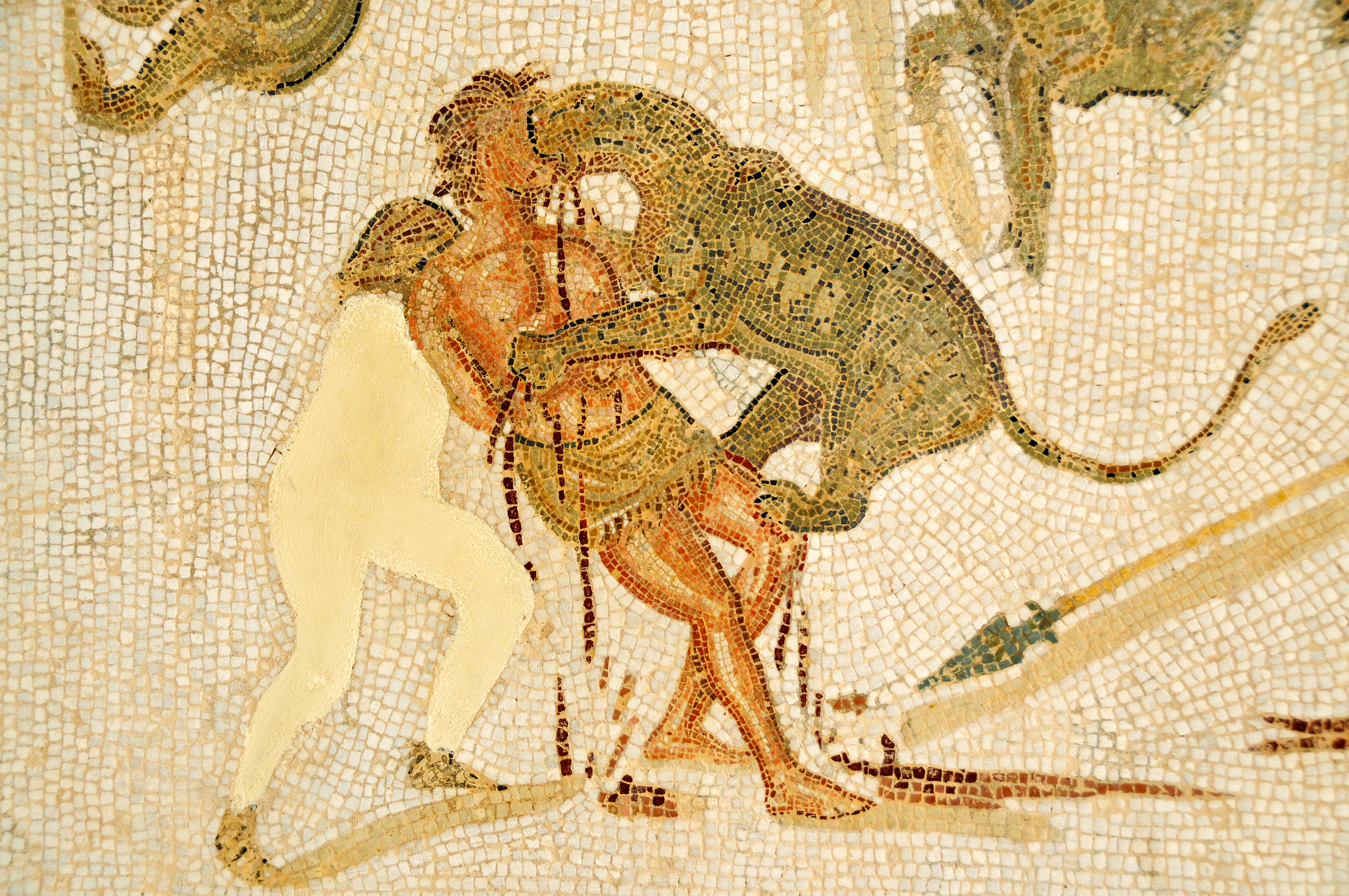
Vollzug der Todesstrafe durch damnatio ad bestias. Christliche Märtyrer wurden öfter auf diese Weise hingerichtet, so auch Perpetua und Felicitas in Karthago (Bodenmosaik aus Thysdrus, 3. Jahrhundert, Archäologisches Museum El Djem)

Tertullian plante ein umfangreiches Werk zur Verteidigung des christlichen Glaubens gegenüber der paganen Mehrheitsgesellschaft (Ad nationes, um 197). Darin ging er besonders auf den Vorwurf ein, die Vernachlässigung des Kults der traditionellen Götter habe zu Krisen in der römischen Gesellschaft geführt. Das Material der beiden Bücher Ad nationes arbeitete Tertullian größtenteils in sein Hauptwerk ein:
In einer fiktiven Redesituation wandte sich Tertullian als Sprecher der Christen an die „Provinzstatthalter des römischen Reiches“ (Romani imperii antistites), die über die Christen zu Gericht saßen; anwesend gedacht war eine feindselige pagane Menge, die Tertullian auch des Öfteren ansprach. In zweiter Linie wandte sich Tertullian mit dem Apologeticum an seine Mitchristen, denen er Argumente für die Diskussion mit gebildeten Heiden bot. Tertullian malte aus, dass im Fall der Christen die üblichen Grundsätze römischer Strafverfahren nicht mehr gelten. Man bezichtigte die Angeklagten schwerer Verbrechen wie Kindermord und Inzest. Bekannten sie, Christen zu sein, so ging man diesen Verbrechen aber nicht weiter nach. Dann interessierte nur noch die Absage an das Christentum, die sogar mit Hilfe der Folter erzwungen werden sollte.
Die Christen sind laut Tertullian gute Staatsbürger. Da die pagane Mehrheit sich durch Vorurteile leiten lasse, seien die Christen durch Denunziation und Rechtsunsicherheit gefährdet. Christenverfolgungen führten aber laut Tertullian erst recht dazu, dass das Christentum neue Mitglieder gewinne. Er forderte für die Christen (negative) Religionsfreiheit und prägte dafür den Begriff libertas religionis. Die Regierung, so argumentierte er im Apologeticum, dürfe Christen nicht gegen ihren Willen zwingen, pagane Gottheiten zu verehren. Das sei widersinnig. Niemand, auch kein Mensch, wünsche sich widerwillige Verehrung.
In De testimonio animae (um 200 verfasst) vertrat Tertullian die These, jede menschliche Seele sei von Natur aus christlich (anima naturaliter christiana), sie bezeuge die Einheit und Güte Gottes, der sich in Jesus Christus offenbart habe. Der Heide, der den Impulsen der eigenen Seele folge, werde zum Christentum geführt.
Durch die Erwähnung einer Sonnenfinsternis ist die Schrift Ad Scapulam ins Jahr 212 datierbar. Tertullian wandte sich in einer Art offenem Brief angesichts aktueller christenfeindlicher Unruhen an den damaligen Prokonsul der Provinz Africa. Er wiederholte die aus dem Apologeticum bekannte Argumentation, die Schaffung neuer Märtyrer bescherte dem Christentum weiteren Missionserfolg. Tertullian ergänzte: Die Christen zu verfolgen, schädige die ganze Provinz auch wirtschaftlich. Auch in Ad Scapulam forderte Tertullian für die Christen Religionsfreiheit, die er hier als Menschenrecht bezeichnete: „Es ist trotzdem ein Menschenrecht und eine Sache natürlicher Freiheit für jeden, das zu verehren, was er für gut hält, und die Gottesverehrung des einen bringt dem andern weder Schaden noch Nutzen.“ Nach stoischem Verständnis ist das, was von der Natur legitimiert ist, damit auch normativ. Tertullian machte sich dieses Naturrechtsdenken zu eigen und begründete damit größtenteils seine Forderung nach Religionsfreiheit. Stoisches Gedankengut war zu seiner Zeit weit verbreitet und anschlussfähig; eine eigene Naturrechtstheorie entwickelte Tertullian nicht.

#### Juden
In Karthago gab es zu Tertullians Zeit eine lateinischsprachige jüdische Gemeinde, die durch archäologische und epigraphische Befunde bekannt ist. Tertullian zeigt sich in seiner Bibelexegese, insbesondere im Bilderverbot und in der Ethik, von ihr beeinflusst.
In Adversus Iudaeos bestritt Tertullian eine Sonderstellung Israels und behauptete, Gott habe das mosaische Gesetz nicht nur den Juden, sondern auch (mit Modifikationen) anderen Völkern gegeben. Vorausgesetzt ist die Unterscheidung zwischen dem unwandelbaren Gesetz (lex) und den Einzelvorschriften (praecepta), die der göttliche Gesetzgeber der jeweiligen historischen Situation anpasse. Seit Jesus Christus auf Erden erschienen sei und das Christentum allen Völkern verkündigt werde, gelte ein neues Gesetz. Tertullian zitierte zwar Paulus, gebrauchte den Begriff Gesetz aber „im Sinne eines römisch gedachten, objektiven Gesetzes“; das Verhältnis des Menschen zu Gott wird als römische Rechtsordnung begrifflich gefasst. Ein Verstoß gegen Gottes verpflichtende Ordnung ist je nach Schwere Vergehen (delictum), Sünde (peccatum) oder Verbrechen (crimen). Vergehen und Sünden gegen das göttliche Gesetz thematisierte Tertullian nur in Bezug auf die Juden, die dafür zu Recht (merito) bereits ihre Strafe erlitten, nämlich die Vertreibung aus ihrem Land und die Zerstreuung unter die Völker. Aber Tertullian entnahm der Bibel auch, dass die Juden sich eines Verbrechens schuldig gemacht hätten, der Hinwendung zu anderen Göttern (idololatria). Das Urteil darüber erfolge nach der Wiederkunft Christi im Jüngsten Gericht.
Um das neue Gesetz, das für Christen gilt, zu beschreiben, griff Tertullian auf das Alte Testament zu und interpretierte die jüdischen Zeremonialgesetze um: „Die rituellen Gesetze des Judentums werden in ethische transformiert und bilden das christliche Gesetz. Sowohl inhaltlich als auch sprachlich ist das Verständnis Tertullians von einer christlichen Gesetzlichkeit durch eine Verschmelzung von jüdischen, römischen und christlichen Gesetzesvorstellungen bestimmt.“
Hermann Tränkle weist auf die teilweise unklare Gedankenführung und die mangelnde sprachliche Eleganz von Adversus Iudaeos hin und vermutet, dass es sich um einen Entwurf handelte, den Tertullian nicht für die Veröffentlichung vorgesehen hatte. Weder der Zweck dieser Streitschrift noch das von Tertullian angesprochene Lesepublikum ist klar erkennbar. Teile des Textes integrierte Tertullian, sprachlich verbessert, in die Streitschrift Adversus Marcionem.

### Für die Kirche, gegen alle „Häretiker“

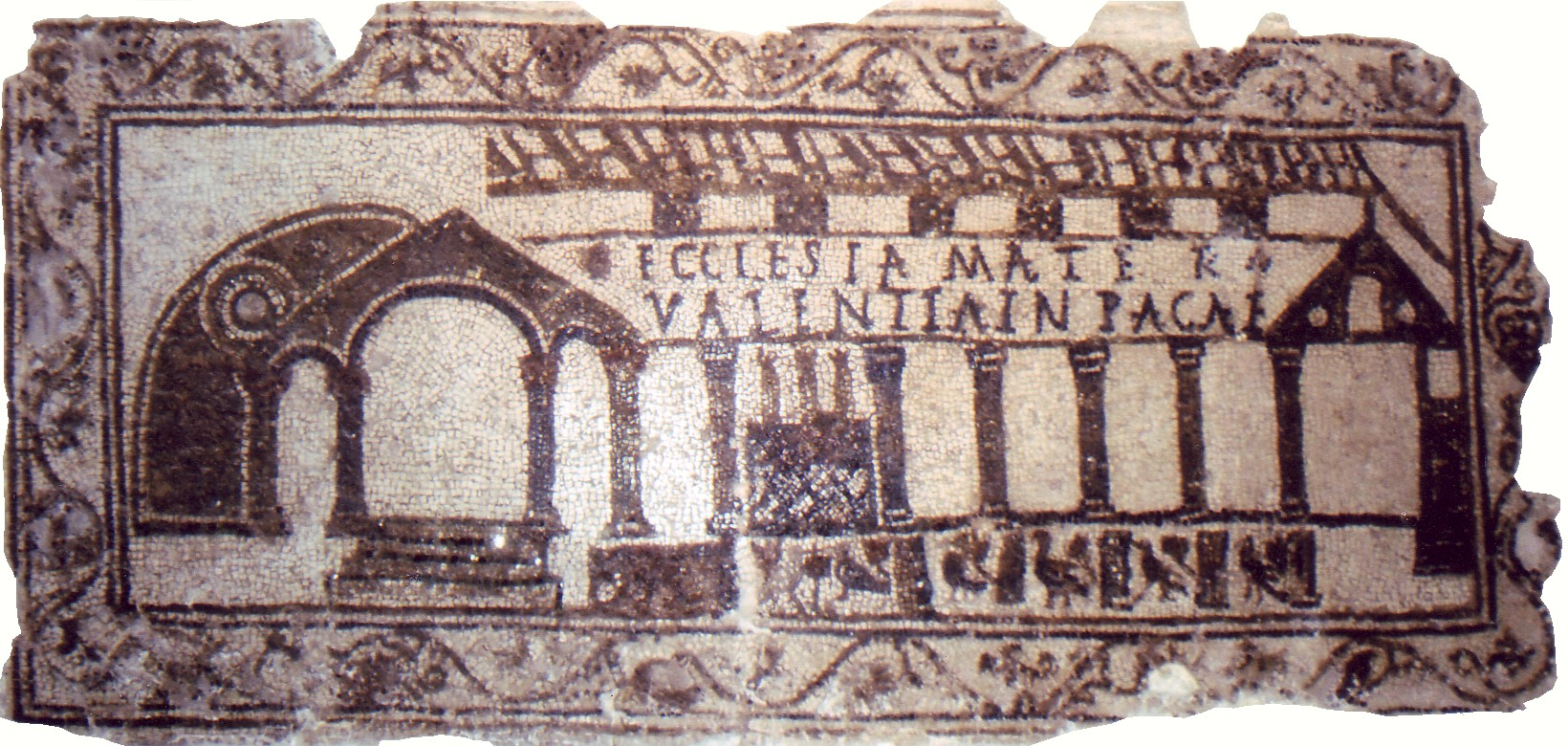
Ecclesia-mater-Mosaik mit Kirchendarstellung aus der Märtyrerkapelle von Tabarca, spätes 4. Jahrhundert (Nationalmuseum von Bardo)

In der Kirche werden Tertullian zufolge die heiligen Schriften gemäß der auf Christus und die Apostel zurückgehenden Überlieferung (Regula fidei) ausgelegt. Tertullian sah die Regula fidei als unveränderliche Rechtsgrundlage an; sie werde aber konkretisiert in der disciplina, welche die Kirche den Zeitumständen anpasst. Die disciplina ist veränderlich, ihre Befolgung verbindlich.
Jede häretische Bibelauslegung, die an der Regula fidei vorbei zu eigenen Erkenntnissen kommt, wies Tertullian in De praescriptione haereticorum pauschal ab. Wenn man den Begriff praescriptio juristisch fasst, stilisierte Tertullian in diesem Traktat die Auseinandersetzung nach der praescriptio pro reo des römischen Formularprozesses. Die Häretiker sind demnach als Kläger vorzustellen. Sie bestritten den Wahrheitsanspruch der katholischen Kirche (für die Tertullian kämpfte) mit dem Beweismittel der conlatio scripturarum, dem Vergleich von (biblischen) Textstellen. Tertullian als Beklagter verlagerte demnach den Konflikt auf eine andere Ebene, indem er bestritt, dass die Häretiker Eigentumsrechte an den biblischen Schriften hatten. An dieser Stelle wurde der Beklagte selbst zum Kläger. Gegen diese Interpretation von De praescriptione haereticorum bestehen aber schwerwiegende Bedenken: Die praescriptio pro reo war zu Tertullians Zeit nicht mehr üblich, da in der Exceptio aufgegangen. Tertullian nahm in der Schrift auch nirgends die Rolle eines Beklagten ein, sondern trat von vornherein als Ankläger auf. Im Gesamtwerk Tertullians ist praescriptio logisch-dialektisch zu verstehen. Das bedeutet für De praescriptione haereticorum, dass Tertullian wie folgt argumentierte:
- Obersatz: Die von den Aposteln gegründeten Gemeinden sind im Besitz der offenbarten Wahrheit.
- Untersatz: Wir stimmen mit ihnen überein.
- Schluss: Unsere Lehre ist die Wahrheit, die Christus den Aposteln anvertraut hat.

Dieser Syllogismus konnte allerdings nur den Leser überzeugen, der annahm, dass die Kirchenlehre exakt mit der Lehre der Apostel übereinstimmte; Tertullian setzte also das voraus, was er zu beweisen vorgab.
Tertullian formulierte, an die Adresse der Häretiker gerichtet: „Mein ist der Besitz; seit jeher bin ich der Besitzer; als der zeitlich vorrangige bin ich der Besitzer. Ich habe zuverlässige Herkunftsnachweise von den Eigentümern selbst, denen die Sache gehörte. Ich bin der Erbe der Apostel.“ Zur Interpretation wurden die juristischen Begriffe der Ersitzung in Form der longi temporis praescriptio oder der Ersitzung anstelle des Erben (uscapio pro herede) vorgeschlagen, was aber keine allgemeine Zustimmung gefunden hat.
Viel rezipiert wurde Tertullians Rede von der „Mutter Kirche“ (ecclesia mater). Er hatte diese Metapher nicht erfunden, die auch bei Irenäus von Lyon und Clemens von Alexandria begegnet – dort aber als Ernährerin und Trösterin der als ihre Kinder vorgestellten Christen. Mit Tertullian beginnt etwas Neues: Die Mutter Kirche tritt neben Gott den Vater; beide sind in dieser Metaphorik die Eltern der als Geschwister verstandenen Christen. Tertullian erkannte das monarchische Bischofsamt an, da es Apostolizität, Einheit und Heiligkeit der Kirche garantiere. Wenn ein Bischof aber die disciplina in der Kirche nicht bewahren könne, „so wird die Authentizität der Kirche unabhängig vom Amt auch durch den Geistbesitz von Laien gewährleistet.“
Bei Tertullian kann ecclesia (Kirche) auch architektonisch den Versammlungsraum der Christen meinen. Das war zu seiner Zeit aber noch ein gewöhnliches Haus und kein Kultbau. Er unterschied darin den Saal, in dem sich die Gläubigen versammelten, und den Vorraum, zu dem auch Heiden, Taufbewerber und Büßer Zutritt hatten. Zu Tertullians Zeit war die Taufe im Meer oder in einem anderen Gewässer üblich, doch war die Nutzung von Wasserbecken im Inneren von Häusern bereits bekannt. Christen besaßen eigene Begräbnisstätten, die Tertullian als area bezeichnete.

### Taufe und zweite Buße
In militärischer Begrifflichkeit bezeichnete Tertullian in seiner Schrift De baptismo die Taufe als den Fahneneid (sacramentum), den der Neuchrist dem Feldherrn der militia Christi leiste. Beck erläutert: Indem Gott dieses Taufbekenntnis annimmt, gewährt er dem Täufling das Seelenheil – vorausgesetzt, dass dieser nun seine Vertragspflichten (debita) erfüllt, nämlich die christliche Ethik befolgt. Als Bürger des neuen, himmlischen Jerusalem dürfe der Getaufte nicht mehr sündigen. Ständige Martyriumsbereitschaft zeichne ihn als echtes Glied der Kirche Christi aus. Insbesondere im Berufsleben könne er vor die Situation gestellt werden, pagane Bräuche ablehnen zu müssen. Der Soldatenberuf sei daher für Christen unmöglich, wie Tertullian insbesondere in der Schrift De corona militis ausführte. Christen sollten vor dem Martyrium nicht fliehen und sich ihm nicht durch Schutzgeldzahlung entziehen, liest man in De fuga in persecutione. Tertullian warb als erster für den Taufaufschub, der in der Alten Kirche allgemein üblich wurde, bis Theologen der nachkonstantinischen Zeit sich dagegen aussprachen. Der Taufinteressent solle warten, bis er herangewachsen und im christlichen Glauben unterrichtet sei.
In De paenitentia führte Tertullian aus, dass Gott wisse, welchen starken Versuchungen ein getaufter Christ ausgesetzt sei; er schaffe deshalb aus eigener Initiative die Möglichkeit einer zweiten Buße. Tertullian stellte sich deren Ablauf nach der im zeitgenössischen Wirtschaftsleben üblichen Satisfaktion vor: In Absprache mit dem Gläubiger konnte der Schuldner, statt eine fällige Rechnung zu begleichen, eine Ersatzleistung erbringen. Angewandt auf die Beziehung Gott–Mensch hieß das: Der reuige Sünder legte ein öffentliches Sündenbekenntnis (Exhomologese) vor versammelter Gemeinde ab, die ihm gegenüber die Stelle Christi vertrat.

### Jenseitsvorstellungen

#### Zwischenzustand nach dem Tod
Der Glaube an die körperliche Auferstehung war für Tertullian die Essenz des Christentums. Aber nur der Märtyrertod sei der „Schlüssel“, der einem Menschen unmittelbar die Tür zum Himmel öffne. Alle übrigen Verstorbenen, auch die Gerechten, warten im Hades bis zum Ende der Welt, von dem Tertullian in millenaristischer Tradition annahm, es stehe nahe bevor. Dann erst finde eine allgemeine Totenauferstehung und das Weltgericht statt. In De anima beschrieb er den Hades als „einen ungeheuren Raum im Abgrunde der Erde in der Tiefe und […] einen entlegenen Schlund im Innern der Erde selbst.“ Dort beginnen die Sünder bereits zu leiden, weil sie ahnen, was ihnen im Endgericht bevorsteht und welche Strafe auf sie wartet.

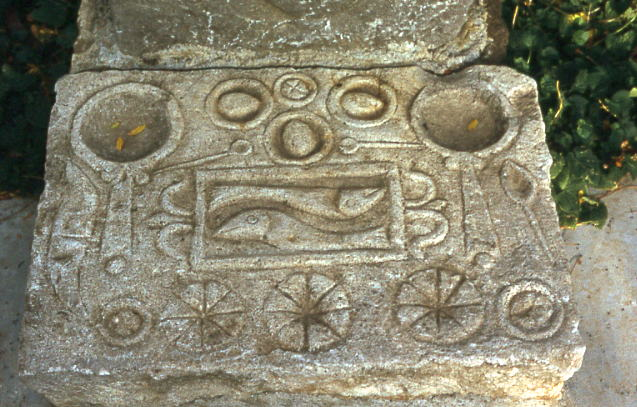
Für ein paganes refrigerium gedeckter Tisch (Grabplatte aus Timgad, 1. Jahrhundert v. Chr.)

Mit Bezug auf die biblische Beispielerzählung vom reichen Mann und armen Lazarus führte Tertullian in der Streitschrift gegen Marcion aus, es gebe im Hades zwei verschiedene Regionen für Gerechte und Ungerechte. Der Ort der Gerechten sei „nicht so tief“ in der Unterwelt, und sie empfingen dort eine Erfrischung (refrigerium), während sie zuversichtlich auf das Endgericht warteten. Der Begriff refrigerium bezeichnete in der paganen Umwelt das populäre Totenmahl. In De spectaculis behauptete Tertullian zwar, die Christen praktizierten keine Riten an den Gräbern ihrer Toten (non parentamus). Das scheint aber eher Wunschdenken als Realität gewesen zu sein, denn in anderen Schriften ging Tertullian selbstverständlich von einem christlichen Totenkult aus. Beispielsweise beschrieb er in De monogamia die Besuche einer Witwe am Grab ihres Mannes: „sie betet ja auch für seine Seele, erfleht für ihn mittlerweile die Erquickung (refrigerium interim) und die Teilnahme an der ersten Auferstehung und bringt an den Jahrestagen seines Hinscheidens ein Opfer dar (et offert annuis diebus dormitionis eius).“ Tertullian konzedierte, dass die Mitchristen auf das Los eines Christen im Jenseits positiv Einfluss nehmen könnten, sofern dieser nicht schwerste Sünden begangen hatte.

#### Tausendjähriges Reich
Mit Irenäus von Lyons Geschichtsdeutung erreichte der frühchristliche Millenarismus einen Höhepunkt; Tertullian rezipierte dieses Gedankengut mit montanistischer Einfärbung. Wie Irenäus meinte er, die Existenz des Römischen Reichs halte das Weltende auf, das nach dem Untergang Roms seinen Lauf nehme. In der Streitschrift gegen Marcion referierte Tertullian ausführlich Irenäus’ Konzept: Demnach werde sich das Himmlische Jerusalem auf die Erde heruntersenken, die von Gott geschaffene Stadt, in der die auferstandenen Gerechten all das genießen können, worauf sie zu Lebzeiten verzichteten. Es sei von tausendjähriger Dauer, und die Auferstehung der Gerechten finde je nach ihrem individuellen Verdienst früher oder später in diesem Zeitraum statt. Anschließend werden sie „nachdem sich die Zerstörung der Welt und der Brand des jüngsten Gerichtes vollzogen hat, in einem Nu in die engelhafte Substanz verwandelt, natürlich durch die bekannte Überkleidung mit der Unsterblichkeit, in das himmlische Reich versetzt werden.“ Der Zweck des Millenniumsgedankens bei Tertullian ist es, dass die Gerechten mit Freude in der Gegenwart Gottes belohnt werden. Je nach Verdienst gebe es im Neuen Jerusalem Auszeichnungen und Abstufungen, aber die Gerechten führten dort ihr Leben in Gemeinschaft – wer zu Lebzeiten als Christ mehrmals heiratete, werde peinlicherweise auf mehrere Partner treffen.

#### Endgericht
Biblischen Aussagen folgend, lehrte Tertullian eine Wiederkunft Christi, vor dessen Richterstuhl alle Menschen erscheinen müssten. Er war dabei vor allem am Los der Verdammten interessiert, auf das er in seinen Schriften immer wieder einging. Da sie in ihrem Körper gesündigt hätten, stelle der allmächtige Gott sie in dieser Körperlichkeit wieder her, damit sie ewige Qualen erleiden könnten. Tertullian nahm den stoischen Gedanken der Ekpyrosis auf, um ein Höllenfeuer zu imaginieren, „welches das, was es verbrennt, nicht verzehren, sondern es zugleich wiederherstellen würde.“ Es ist, wie Jenseitsvorstellungen bei Tertullian generell, kein Symbol, sondern massive Realität: „ein unterirdischer Behälter eines geheimnisvollen Feuers zum Zweck der Strafe.“ Dass Tertullian die Höllenstrafen so ausmalte, war eine Konsequenz aus seinem gegen Marcion hochgehaltenen optimistischen Grundsatz, dass Gott sowohl gerecht als auch gut sei. Das ungerechte Leiden von Unschuldigen, vor allem die Qualen der christlichen Märtyrer, lasse Gott zu, weil es im Jenseits eine gerechte Strafe für die Täter gebe.

## Wirkungsgeschichte
Die Bedeutung Tertullians für die Entwicklung des christlichen Lateins wird von der neueren Forschung geringer eingeschätzt als dies früher üblich war. Sein Sprachgebrauch war für eine breite Rezeption zu eigenwillig. Er prägte aber die lateinische Terminologie der Trinitätslehre.

### Alte Kirche
Wegen seiner Parteinahme für den Montanismus wurden Tertullians Schriften in der Alten Kirche zwar gelesen und zitiert, aber ohne Namensnennung: Er verfiel einer kirchlichen Damnatio memoriae. Der Fortschritt der Dogmenentwicklung ließ ihn postum zunehmend als Häretiker erscheinen, so bei Hilarius von Poitiers und (wegen Tertullians Ablehnung der Wiederverheiratung) bei Augustinus von Hippo. Dessen Zeitgenosse Vinzenz von Lérins rühmte die stilistischen Qualitäten der Schriften Tertullians, die aber wegen der Hinwendung ihres Verfassers zum Montanismus für die Kirche schwer zu rezipieren seien. Die Indizierung einiger Schriften Tertullians im Decretum Gelasianum verhinderte nicht ihre Lektüre, wie man bei Isidor von Sevilla sieht.
Am stärksten rezipierte die spätantike Kirche Tertullians Apologeticum. Seine literarischen Qualitäten wurden stets empfunden: „ein glänzendes Plädoyer, bei dem sich eins ins andere fügt, zugleich von vibrierender Leidenschaftlichkeit und funkelnd von Ironie und Sarkasmus.“ Auf Rang zwei der beliebtesten Schriften Tertullians folgte die Streitschrift gegen Praxeas. Zwar ging Tertullians hier vorgelegte Trinitätslehre nur wenig über die Schriften griechischer christlicher Theologen hinaus, doch zeichnete sich Tertullians Abhandlung durch „Treffsicherheit und Wendigkeit ihrer Formulierungen“ aus. Erste Spuren ihrer Rezeption finden sich bei Hippolyt von Rom (Contra Noëtum), dann bei Novatian (De trinitate). Sowohl die Christologie des Ersten Konzils von Nicaea (325) als auch die des Tomus ad Flavianum (449), eines Lehrschreibens des Papstes Leo I. in Vorbereitung des Konzils von Chalcedon, zeigen die Nachwirkung von Adversus Praxean. Insbesondere lieferte Tertullian in Adversus Praxean eine Formulierung, die der homoousios-Formel des Konzils von Nicäa auffällig ähnlich ist: dass nämlich Sohn und Heiliger Geist „die Substanz des Vaters … mitbesitzen.“
Tertullians Streitschrift gegen die Juden steht am Anfang der christlichen Adversus-Iudaeos-Literatur in lateinischer Sprache. Im griechischsprachigen Osten gab es Vorgänger: den Barnabasbrief und Justins Dialog mit dem Juden Tryphon. Neu ist bei Tertullian, dass die Auseinandersetzung auf der Grundlage des römischen Rechtsverständnisses geführt wird. Seine Streitschrift fand viele Nachfolger; bis hin zu Augustinus von Hippo lässt sich die Abhängigkeit von Tertulians Schrift zeigen. Diese antijüdischen Traktate „wiederholen in überraschend stereotyper Weise ein jüdisches Gegenbild, das über das lateinische Mittelalter hinaus die europäische Wahrnehmung des Judentums prägen wird.“
Detlef Liebs, der die Minderheitsmeinung vertritt, der römische Jurist Tertullian sei identisch mit dem christlichen Apologeten gleichen Namens, vermutet, dass das juristische Werk Tertullians, obwohl „bemerkenswert selbständig und scharfsinnig“, von Ulpian und den Kompilatoren Kaiser Justinians nur selten zitiert wurde, weil man gegen den Verfasser wegen seiner montanistischen Neigungen eine „sachfremde Abneigung“ gehabt habe.

### Mittelalter
Das Tertullian-Bild, das Hieronymus in seinem christlichen Schriftstellerkatalog entworfen hatte, wurde in den universalgeschichtlichen Werken des Mittelalters rezipiert und dadurch Allgemeingut. Die Lektüre von Tertullians Schriften trat demgegenüber zurück; bei dieser Vernachlässigung der Werke Tertullians verbanden sich wahrscheinlich das Stigma des Häretikers und der schwer verständliche, „dunkle“ Stil. Im Reformmönchtum (Cluny, Gorze) interessierten Tertullians Schriften zu Ehe und Jungfräulichkeit. Neben dem als Kompendium der frühchristlichen Theologie und Geschichte gelesenen Apologeticum wurde auch die Streitschrift gegen die Juden exzerpiert. Selbständige Tertullian-Lektüre lässt sich bei Paschasius Radbertus im 9. Jahrhundert und dann erst wieder im 13. Jahrhundert (Vinzenz von Beauvais, Speculum historiale) nachweisen.

### Frühe Neuzeit

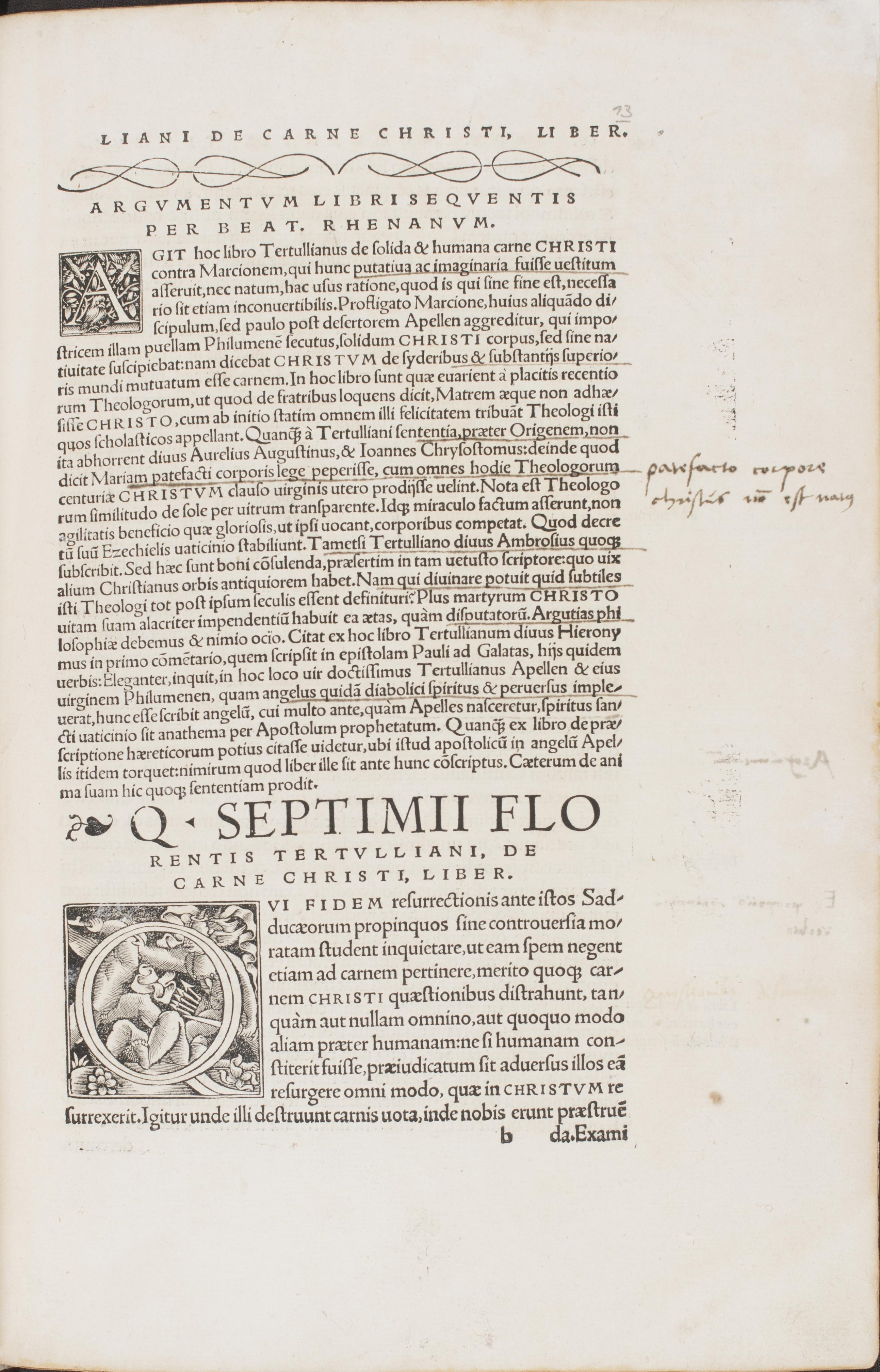
Beginn von De carne Christi in Beatus Rhenanus’ Basler Werkausgabe Tertullians von 1521 mit Notizen und Anstreichungen Thomas Müntzers (SLUB Dresden, Mscr.Dresd.App.747, S. 13)

Die stilistischen Qualitäten Tertullians wurden seit der Renaissance neu gewürdigt. Erasmus von Rotterdams zusammenfassendes Urteil lautete 1536 im Ecclesiastes, Tertullian schreibe schroff; er sei geistreich, wenn er die Häretiker widerlege und Laster aufdecke, doch wäre wünschenswert gewesen, dass er sich der Grobheiten enthalten hätte (abesse a scurrilitate). Beatus Rhenanus, der zum Humanistennetzwerk des Erasmus gehörte, erarbeitete die erste Ausgabe der gesammelten Werke Tertullians. Sie wurde 1521 von Froben in Basel gedruckt; Rhenanus hatte ihr eine Widmung, eine Lebensbeschreibung Tertullians und eine „Ermahnung an den Leser über einige Lehren Tertullians“ vorangestellt. Revidierte Auflagen erschienen 1528 und 1539. Von den heute als authentisch geltenden 31 Schriften Tertullians brachte die Editio princeps des Rhenanus 21, allerdings auf Grundlage schlechter Manuskripte aus den Klosterbibliotheken von Hirsau und Peterlingen. Diese Fehlerhaftigkeit machte die Editionsarbeit mühsam. Für Beatus war der Philosophiekritiker Tertullian, der fast noch der apostolischen Zeit angehörte, Kronzeuge für die humanistische Kritik an der aristotelisch begründeten Scholastik. Außerdem ließ sich Tertullian für eine Kritik am Bußsakrament und am Papsttum ins Feld führen. Diese brachte er in den Anmerkungen seiner Tertullian-Ausgabe unter, die er von Auflage zu Auflage je nach der aktuellen kirchenpolitischen Situation aktualisierte. Darin spiegelt sich die allmähliche Distanzierung des Erasmianers von der reformatorischen Bewegung. Wie andere Humanisten auch, wählte Rhenanus selektiv aus dem Werk des altkirchlichen Autors, was in die eigene Gegenwart zu passen schien: „Tertullian sagte, was Beatus ihn sagen ließ […]. Tertullian ließ sich entweder gebrauchen, um die Ansprüche des Papsttums zu bestreiten oder um für dessen Bedeutung als Friedensstifter zu argumentieren. Er konnte die alte Tradition kirchlicher Bußpraktiken belegen, ebenso aber auch zeigen, wie sich die zeitgenössische Kirche von ihrer früheren Form wegbewegt hatte.“ Thomas Müntzer erwarb ein Exemplar der Basler Tertullian-Ausgabe von 1521, das er mit zahlreichen Glossen versah.
Tertullian als Kronzeuge gegen die Papstkirche: Das ist ein Muster, das sich bei Lutheranern wie Reformierten im 16. und 17. Jahrhundert immer wieder findet. Philipp Melanchthons Apologie der Confessio Augustana brachte Zitate aus De paenitentia als Kirchenväterbeweise (dicta probantia). Johann Gerhard führte in seinen Loci theologici gegen Robert Bellarmin ebenfalls De paenitentia an, um zu beweisen, dass ein Bußsakrament in der Alten Kirche unbekannt war. Die Verfasser der Lüneburger Kirchenordnung von 1575 verwiesen auf Tertullians De spectaculis, um zu belegen, dass Theaterbesuche für den Glauben gefährlich seien. Der Calvinist Lambert Daneau übersetzte Schriften Tertullians, weil sie Grundanliegen seiner Kirche unterstrichen: die strenge Befolgung des Bilderverbots (in De idololatria) und die Notwendigkeit der Kirchenzucht (in De cultu feminarum).
Besonderer Beliebtheit erfreute sich Tertullian im 16. bis 18. Jahrhundert im französischsprachigen Raum. Neben dem Apologeticum fand besonders De praescriptione haereticorum in dieser Zeit viele Leser; römisch-katholische Theologen sahen hier den Traditionsbegriff ihrer Kirche grundgelegt, was aber auch bestritten wurde. Werkausgaben und Kommentare erarbeiteten Jacobus Pamelius, Nicolas Rigault und Claudius Salmasius. Bereits Erasmus hatte Tertullians Schroffheit damit erklärt, dass er eben Afrikaner sei; diese Africitas Tertullians wurde zum gängigen Erklärungsmuster. Jean-Louis Guez de Balzac beispielsweise schrieb an Rigault, dass Tertullians dunkle Sprache in der Finsternis „wie Ebenholz“ glänze.

### 19. und 20. Jahrhundert
Tertullians Polemik hat in neuerer Zeit immer wieder heftige Ablehnung provoziert. Friedrich Nietzsche beispielsweise äußerte sich in seiner Streitschrift Zur Genealogie der Moral (1887) negativ über das Ende von De spectaculis. Da ergötzte sich Tertullian nämlich an der Vorstellung eines Jüngsten Gerichts, bei dem Herrscher, Philosophen und Poeten angstschlotternd vor dem Richterstuhl Christi ihr Urteil empfingen. Adolf von Harnack (Die Mission und Ausbreitung des Christentums4, 1924) nannte die am Anfang von De cultu feminarum vorgetragene Forderung, alle Frauen müssten wegen der Sünde Evas ständig im Büßergewand einhergehen, „empörend“ – auch Simone de Beauvoir verurteilte diese Ausführungen in Le deuxième sexe (1949).
In seinem Standardwerk Die antike Kunstprosa (1898) bescheinigte Eduard Norden Tertullian eine „Flammensprache“ und erläuterte: „Ein Fanatismus ohnegleichen tobte in ihm, eine ihn selbst und andere verzehrende Glut. Maßlos wie sein Haß gegen die Heiden und die heterodoxen Christen, zügellos wie seine Phantasie ist seine Sprache. […] Mit einer geradezu beispiellosen Willkür meistert er die Sprache, um sie in die Fesseln seines herrischen Denkens zu zwängen; er ist so recht eigentlich der Typus des christlichen Sprachschöpfers gewesen, aus den gewaltthatigen Neuprägungen atmet der Geist eines Mannes, der von dem Glauben durchdrungen war, daß das Christentum als eine neue Größe in die Welt gekommen sei und daher neue Faktoren für seine Ausdrucksweise beanspruchen dürfe.“ Aber trotz aller Eigentümlichkeiten sei Tertullian ein Kind seiner Zeit, ein christlicher Sophist und Rhetor; seine „Advokatenkniffe“ seien nur dadurch erträglich, dass er wirklich glaubte, was er schrieb. Am Ende unterscheide sich Tertullian, der „ernste Eiferer“, in der Wahl seiner sprachlichen Mittel nur wenig vom „nichtigen Flattergeist“ Apuleius. Norden klärte die in Bezug auf Apuleius und Tertullian geführte Diskussion um ein afrikanisches Latein durch die Unterscheidung von Sprache und Stil: Zwar gebe es lautliche und formale, vielleicht auch syntaktische Besonderheiten des in Africa gesprochenen Lateins – doch der sogenannte „afrikanische Stil“ sei „nichts anderes als der griechische Asianismus … im lateinischen Gewande.“
Die Schule von Nimwegen (Joseph Schrijnen, Christine Mohrmann) vertrat die Hypothese einer christlichen lateinischen Sondersprache. Schrijnen betonte gegen Norden, dass Tertullian kein Sprachschöpfer gewesen sei, sondern die christliche Volkssprache seiner Gemeinde in Karthago zur Kultursprache erhob. Seine und Cyprians Wortprägungen waren demnach nur dann erfolgreich, wenn sie „dem Zusammengehörigkeitsgefühl und dem Sprachbewusstsein der altchristlichen Sprachgemeinschaft“ entsprachen.
Einen Wendepunkt in der Tertullian-Forschung markierte die 1971 in erster Auflage erschienene Monographie Tertullian: A Historical and Literary Study des Althistorikers Timothy D. Barnes. Er dekonstruierte die konventionelle, auf Hieronymus gestützte Biografie Tertullians und konstruierte diese neu, indem er eine relative Chronologie seiner Schriften erstellte. Tertullian ist demnach nur in einer kurzen Schaffensphase von etwa 197 bis 212 historisch fassbar.

### Ein Kirchenvater?
Die römisch-katholische Patristik unterscheidet traditionell zwischen Kirchenvätern und Theologen der Alten Kirche, denen sie diesen Rang nicht zubilligt und die sie deshalb als Kirchenschriftsteller bezeichnet. Tertullian ist neben Origenes der hervorragendste Vertreter dieser Kategorie. Beiden mangelte es nach dem Urteil Otto Bardenhewers „an kirchlicher Korrektheit des Lehrvortrages und auch an Heiligkeit des Lebenswandels.“ Bei evangelischen Kirchenhistorikern herrscht ein offenerer Gebrauch des Begriffs Kirchenvater vor. Beispielsweise widmete Hans von Campenhausen Tertullian ein Kapitel in seiner Monographie Lateinische Kirchenväter (1960).

### Gedenktag
Der Gedenktag Tertullians im Evangelischen Namenkalender ist der 26. April.

## Textausgaben und Übersetzungen
| Titel lateinisch               | Titel deutsch                                    | CSEL | Fontes Christiani                                                                                             | BKV (Übersetzer: Heinrich Kellner) | Datierung                                              |
| ------------------------------ | ------------------------------------------------ | --- | --- | --- | ------------------------------------------------------ |
| Ad martyras                    | An die Märtyrer                                  | Quinti Septimi Florentis Tertulliani opera, pars IV. (= CSEL Band 76, Open Access)                                                                                     | | An die Märtyrer. In: Tertullian, private und katechetische Schriften(= BKV, 1. Reihe, Band 7). München 1912. (Online)                                                         | 206 oder früher (Barnes)                               |
| Ad nationes                    | An die Nationen                                  | Quinti Septimi Florentis Tertulliani opera, pars I. (= CSEL Band 20, Open Access)                                                                                      | | | 206 oder früher (Barnes)                               |
| Ad Scapulam                    | An Scapula                                       | Quinti Septimi Florentis Tertulliani opera, pars IV. (= CSEL Band 76, Open Access)                                                                                     | | An Scapula. In: Tertullian, apologetische, dogmatische und montanistische Schriften (= BKV, 1. Reihe, Band 24). Kempten / München 1915. (Online)                              | 207/208 oder später (Barnes)                           |
| Ad uxorem                      | An die Gattin                                    | Quinti Septimi Florentis Tertulliani opera. Tertulliani editionis partis II. volumen posterius (= CSEL Band 70, Open Access)                                           | | Die zwei Bücher an seine Frau. In: Tertullian, private und katechetische Schriften (= BKV, 1. Reihe, Band 7). München 1912. (Online)                                          | 206 oder früher (Barnes)                               |
| Adversus Hermogenem            | Streitschrift gegen Hermogenes                   | Quinti Septimi Florentis Tertulliani opera, pars III. (= CSEL Band 47, Open Access)                                                                                    | Tertullian, Gegen Hermogenes, übersetzt von Volker Lukas (= FC, Band 92)                                      | Gegen Hermogenes. In: Tertullians sämtliche Schriften, Band 2: Die dogmatischen und polemischen Schriften. Köln 1882. (Online)                                                | 206 oder früher (Barnes)                               |
| Adversus Iudaeos               | Streitschrift gegen die Juden                    | Quinti Septimi Florentis Tertulliani opera. Tertulliani editionis partis II. volumen posterius (= CSEL Band 70, Open Access)                                           | Tertullian, Gegen die Juden, übersetzt von Regina Hauses (= FC, Band 75)                                      | Gegen die Juden. In: Tertullian, private und katechetische Schriften (= BKV, 1. Reihe, Band 7). München 1912. (Online)                                                        | 206 oder früher (Barnes)                               |
| Adversus Marcionem             | Streitschrift gegen Marcion                      | Quinti Septimi Florentis Tertulliani opera, pars III. (= CSEL Band 47, Open Access)                                                                                    | Tertullian, Gegen Marcion, übersetzt von Volker Lukas, 4 Bände (= FC, Band 63)                                | Die fünf Bücher gegen Marcion. In: Tertullians sämtliche Schriften, Band 2: Die dogmatischen und polemischen Schriften. Köln 1882. (Online)                                   | 207/208 oder später (Barnes)                           |
| Adversus omnes haereses        | Streitschrift gegen alle Häresien                | Quinti Septimi Florentis Tertulliani opera, pars III. (= CSEL Band 47, Open Access)                                                                                    | | |                                                        |
| Adversus Praxean               | Streitschrift gegen Praxeas                      | Quinti Septimi Florentis Tertulliani opera, pars III. (= CSEL Band 47, Open Access)                                                                                    | Tertullian, Gegen Praxeas (mit Hippolytos, Contra Noetum), übersetzt von Hermann Josef Sieben (= FC, Band 34) | Gegen Praxeas. In: Tertullians sämtliche Schriften, Band 2: Die dogmatischen und polemischen Schriften. Köln 1882. (Online)                                                   | 207/208 oder später (Barnes)                           |
| Adversus Valentinianos         | Streitschrift gegen die Valentinianer            | Quinti Septimi Florentis Tertulliani opera, pars III. (= CSEL Band 47, Open Access)                                                                                    | Tertullian, Gegen die Valentinianer und Über den Leib Christi, übersetzt von Volker Lukas (= FC, Band 84)     | Gegen die Valentinianer. In: Tertullians sämtliche Schriften, Band 2: Die dogmatischen und polemischen Schriften. Köln 1882. (Online)                                         | 207/208 oder später (Barnes)                           |
| Apologeticum                   | Apologeticum                                     | Quinti Septimi Florentis Tertulliani apologeticum, secundum utramquae libri recensionem. Tertulliani editionis, partis II. volumen prius (= CSEL Band 69, Open Access) | Tertullian, Verteidigung des christlichen Glaubens, übersetzt von Tobias Georges (= FC, Band 62)              | Apologetikum. In: Tertullian, apologetische, dogmatische und montanistische Schriften, (= BKV, 1. Reihe, Band 24). Kempten / München 1915. (Online)                           | 206 oder früher (Barnes)                               |
| De anima                       | Die Seele                                        | Quinti Septimi Florentis Tertulliani opera, pars I. (= CSEL Band 20, Open Access)                                                                                      | | Über die Seele. In: Tertullians sämtliche Schriften, Band 2: Die dogmatischen und polemischen Schriften. Köln 1882. (Online)                                                  | 207/208 oder später (Barnes)                           |
| De baptismo                    | Die Taufe                                        | Quinti Septimi Florentis Tertulliani opera, pars I. (= CSEL Band 20, Open Access)                                                                                      | Tertullian, Von der Taufe / Vom Gebet, übersetzt von Dietrich Schleyer (= FC, Band 76)                        | Über die Taufe. In: Tertullian, private und katechetische Schriften (= BKV, 1. Reihe, Band 7). München 1912. (Online)                                                         | 206 oder früher (Barnes)                               |
| De carne Christi               | Das Fleisch Christi                              | Quinti Septimi Florentis Tertulliani opera. Tertulliani editionis partis II. volumen posterius (= CSEL Band 70, Open Access)                                           | Tertullian, Gegen die Valentinianer und Über den Leib Christi, übersetzt von Volker Lukas (= FC, Band 84)     | Über den Leib Christi. In: Tertullians sämtliche Schriften, Band 2: Die dogmatischen und polemischen Schriften. Köln 1882. (Online)                                           | 206 oder früher (Barnes); 208/212 (Fredouille)         |
| De carnis resurrectione        | Die Auferstehung des Fleisches                   | Quinti Septimi Florentis Tertulliani opera, pars III. (= CSEL Band 47, Open Access)                                                                                    | | Über die Auferstehung des Fleisches. In: Tertullians sämtliche Schriften, Band 2: Die dogmatischen und polemischen Schriften. Köln 1882. (Online)                             | 207/208 oder später (Barnes)                           |
| De corona militis              | Die Krone des Soldaten                           | Quinti Septimi Florentis Tertulliani opera. Tertulliani editionis partis II. volumen posterius (= CSEL Band 70, Open Access)                                           | | Vom Kranze des Soldaten. In: Tertullian, apologetische, dogmatische und montanistische Schriften (= BKV, 1. Reihe, Band 24). Kempten / München 1915. (Online)                 | 207/208 oder später (Barnes)                           |
| De cultu feminarum             | Die Schönheitspflege der Frauen                  | Quinti Septimi Florentis Tertulliani opera. Tertulliani editionis partis II. volumen posterius (= CSEL Band 70, Open Access)                                           | | Über den weiblichen Putz. In: Tertullian, private und katechetische Schriften (= BKV, 1. Reihe, Band 7). München 1912. (Online)                                               | 206 oder früher (Barnes)                               |
| De exhortatione castitatis     | Aufforderung zur Keuschheit                      | Quinti Septimi Florentis Tertulliani opera. Tertulliani editionis partis II. volumen posterius (= CSEL Band 70, Open Access)                                           | | Über die Aufforderung zur Keuschheit. In: Tertullian, private und katechetische Schriften (= BKV, 1. Reihe, Band 7). München 1912. (Online)                                   | 207/208 oder später (Barnes)                           |
| De fuga in persecutione        | Die Flucht in der Verfolgung                     | Quinti Septimi Florentis Tertulliani opera, pars IV. (= CSEL Band 76, Open Access)                                                                                     | | Über das Fliehen in der Verfolgung. In: Tertullians sämtliche Schriften, Band 2: Die dogmatischen und polemischen Schriften. Köln 1882. (Online)                              | 207/208 oder später (Barnes)                           |
| De idololatria                 | Der Götzendienst                                 | Quinti Septimi Florentis Tertulliani opera, pars I. (= CSEL Band 20, Open Access)                                                                                      | | Über den Götzendienst. In: Tertullian, private und katechetische Schriften (= BKV, 1. Reihe, Band 7). München 1912. (Online)                                                  | 206 oder früher (Barnes); 211/212 (Fredouille)         |
| De ieiunio adversus psychicos  | Das Fasten: Streitschrift gegen die Psychiker    | Quinti Septimi Florentis Tertulliani opera, pars I. (= CSEL Band 20, Open Access)                                                                                      | | Über das Fasten, gegen die Psychiker. In: Tertullian, apologetische, dogmatische und montanistische Schriften (= BKV, 1. Reihe, Band 24). Kempten / München 1915. (Online)    | 207/208 oder später (Barnes)                           |
| De monogamia                   | Die einmalige Ehe                                | Quinti Septimi Florentis Tertulliani opera, pars IV. (= CSEL Band 76, Open Access)                                                                                     | | Über die einmalige Ehe. In: Tertullian, apologetische, dogmatische und montanistische Schriften (= BKV, 1. Reihe, Band 24). Kempten / München 1915. (Online)                  | 207/208 oder später (Barnes)                           |
| De oratione                    | Das Gebet                                        | Quinti Septimi Florentis Tertulliani opera, pars I. (= CSEL Band 20, Open Access)                                                                                      | Tertullian, Von der Taufe / Vom Gebet, übersetzt von Dietrich Schleyer (= FC, Band 76)                        | Über das Gebet. In: Tertullian, private und katechetische Schriften (= BKV, 1. Reihe, Band 7). München 1912. (Online)                                                         | 206 oder früher (Barnes)                               |
| De paenitentia                 | Die Buße                                         | Quinti Septimi Florentis Tertulliani opera, pars IV. (= CSEL Band 76, Open Access)                                                                                     | | Über die Busse. In: Tertullian, private und katechetische Schriften (= BKV, 1. Reihe, Band 7). München 1912. (Online)                                                         | 206 oder früher (Barnes)                               |
| De pallio                      | Das Pallium                                      | Quinti Septimi Florentis Tertulliani opera, pars IV. (= CSEL Band 76, Open Access)                                                                                     | | Über das Pallium oder den Philosophenmantel. In: Tertullian, private und katechetische Schriften (= BKV, 1. Reihe, Band 7). München 1912. (Online)                            | 206 oder früher (Barnes); 217 oder später (Fredouille) |
| De patientia                   | Die Geduld                                       | Quinti Septimi Florentis Tertulliani opera, pars III. (= CSEL Band 47, Open Access)                                                                                    | | Über die Geduld. In: Tertullian, private und katechetische Schriften (= BKV, 1. Reihe, Band 7). München 1912. (Online)                                                        | 206 oder früher (Barnes)                               |
| De praescriptione haereticorum | Prozesseinreden gegen Häretiker                  | Quinti Septimi Florentis Tertulliani opera. Tertulliani editionis partis II. volumen posterius (= CSEL Band 70, Open Access)                                           | Tertullian, Vom prinzipiellen Einspruch gegen die Häretiker, übersetzt von Dietrich Schleyer (= FC, Band 42)  | Die Prozesseinreden gegen die Häretiker. In: Tertullian, apologetische, dogmatische und montanistische Schriften (= BKV, 1. Reihe, Band 24). Kempten / München 1915. (Online) | 206 oder früher (Barnes)                               |
| De pudicitia                   | Die Ehrbarkeit                                   | Quinti Septimi Florentis Tertulliani opera, pars I. (= CSEL Band 20, Open Access)                                                                                      | | Über die Ehrbarkeit. In: Tertullian, apologetische, dogmatische und montanistische Schriften (= BKV, 1. Reihe, Band 24). Kempten / München 1915. (Online)                     | 207/208 oder später (Barnes)                           |
| De spectaculis                 | Die Schauspiele                                  | Quinti Septimi Florentis Tertulliani opera, pars I. (= CSEL Band 20, Open Access)                                                                                      | | Über die Schauspiele. In: Tertullian, private und katechetische Schriften (= BKV, 1. Reihe, Band 7). München 1912. (Online)                                                   | 206 oder früher (Barnes)                               |
| De testimonio animae           | Das Zeugnis der Seele                            | Quinti Septimi Florentis Tertulliani opera, pars I. (= CSEL Band 20, Open Access)                                                                                      | | Das Zeugnis der Seele. In: Tertullian, private und katechetische Schriften (= BKV, 1. Reihe, Band 7). München 1912. (Online)                                                  | 206 oder früher (Barnes)                               |
| De virginibus velandis         | Die Pflicht der Jungfrauen, sich zu verschleiern | Quinti Septimi Florentis Tertulliani opera, pars IV. (= CSEL Band 76, Open Access)                                                                                     | | Über die Verschleierung der Jungfrauen. In: Tertullians sämtliche Schriften, Band 2: Die dogmatischen und polemischen Schriften. Köln 1882. (Online)                          | 207/208 oder später (Barnes)                           |
| Scorpiace                      | Heilmittel gegen Skorpionstich                   | Quinti Septimi Florentis Tertulliani opera, pars I. (= CSEL Band 20, Open Access)                                                                                      | | Arznei gegen Skorpionstich. In: Tertullian, apologetische, dogmatische und montanistische Schriften (= BKV, 1. Reihe, Band 24). Kempten / München 1915. (Online)              | 206 oder früher (Barnes); 211/212 (Fredouille)         |